# Hypsiboas cymbalum
Espèce
Synonymes
- Hyla cymbalum Bokermann, 1963

Statut de conservation UICN

 CR B1ab(iii)+2ab(iii) : 
En danger critique
Hypsiboas cymbalum est une espèce d'amphibiens de la famille des Hylidae.

## Répartition
Cette espèce est endémique de l'État de São Paulo au Brésil. Elle se rencontre entre 600 et 800 m d'altitude aux environs de Santo André,.

## Publication originale
- Bokermann, 1963 : Una nueva especie de Hyla del sudeste Brasileño (Amphibia, Salientia, Hylidae). Neotropica, vol. 9, no 28, p. 27–30.